# Debbie Dean
Pour les articles homonymes, voir Dean.
 (décembre 2016).
Si vous disposez d'ouvrages ou d'articles de référence ou si vous connaissez des sites web de qualité traitant du thème abordé ici, merci de compléter l'article en donnant les références utiles à sa vérifiabilité et en les liant à la section « Notes et références ».
Debbie Dean, née Reba Jeanette Smith le 1er février 1928 et morte le 17 février 2001, était une chanteuse américaine des années 1960 et qui fut la première artiste solo blanche à enregistrer chez Motown, le label de artistes afro-américains.

## Biographie
Reba Jeanette Smith naît le 1er février 1928 à Corbin (Kentucky), quatrième enfant de Walter B. Smith, un ingénieur de chemin de fer et d'Alma Smith, une femme au foyer.
Elle commence sa carrière de chanteuse à la fin des années 1950 sous divers noms de scène comme Penny Smith et Debbie Stevens sous divers labels. Elle enregistre également sous le nom de Penny & The Eko's un single chez Argo Records en 1958. Ce single est écrit par Berry Gordy qui signera la chanteuse chez son label Motown à Détroit au début des années 1960 ; celle-ci prendra le nom de Debbie Dean. Elle devient la première artiste solo blanche de Motown, signée par Berry Gordy.
Contrairement à la plupart des premiers artistes de Motown, elle n'est ni chanteuse de R&B ni de blues. Son premier single chez Motown Don't Let Him Shop Around sort en 1961 et est une chanson-réponse au single des Miracles intitulée Shop Around (chanson classée numéro 1 du Top R&B et numéro 2 Top Pop). Elle sort encore deux autres singles en 1961 et 1962 sur l'étiquette avant de disparaître du public pendant quelques années.
En 1965, Debbie rencontre Deke Richards lors d'un concert où son groupe, Deke and The Deakons faisait l'ouverture du concert de Ike & Tina Turner. Deke et Debbie commencent à partager leur passion pour la musique. Deke commence produire des disques et donne à Debbie l'occasion d'enregistrer un single écrit par Ike & Tina Turner et produit par Deke lui-même. À la fin de l'année 1966, elle part voir Berry Gordy qui produisait un concert à  Los Angeles dans l'espoir de lui présenter Deke. Ce dernier signent les deux artistes en tant que paroliers pour Motown. Debbie est désormais considérée comme auteur-interprète et commencent une nouvelle carrière : elle et Richards écrivent ensemble des chansons pour d'autres artistes Motown comme les Supremes, les Temptations, Smokey Robinson, Martha and the Vandellas, Edwin Starr, etc.
Elle co-écrit et enregistre son single suivant Why Am I Loving' You sur le label V.I.P. de Motown en 1968. 
Pendant les décennies suivantes, Debbie Dean mettra sa carrière en suspens pour maladie et souffrira de fatigue chronique.
Elle meurt le 17 février 2001 à Ojai en Californie à 73 ans.

## Discographie

### Singles
Penny & The Eko's
- 1958 - Share Your Love / Gimme What You Got (Argo - A	5295)

Debbie Dean
- 1961 - Don't Let Him Shop Around (b/w A New Girl) (Motown - M 1007)
- 1961 - Itsy Bity Pity Love (b/w But I'm Afraid) (Motown - M 1014)
- 1962 - Everybody's Talkin' About My Baby (b/w I Cried All Night) (Motown - M 1025)
- 1968 - Why Am I Lovin' You (b/w Stay My Love) (V.I.P. 25044)